# Pseudoschulthessiella armata
Pseudoschulthessiella armata är en insektsart som beskrevs av Marius Descamps 1977. Pseudoschulthessiella armata ingår i släktet Pseudoschulthessiella och familjen Thericleidae. Inga underarter finns listade i Catalogue of Life.